# Нарочский 603-й пехотный полк
603-й пехотный Нарочский полк — пехотный полк Русской императорской армии, сформированный в январе- марте 1917 года в составе 151-й пехотной дивизии четвёртой очереди (V армейский корпус).

## Формирование
603-й Нарочский полк был сформирован 21 января 1917 года на основе приказа начальника штаба ВГ № 138. Наименование «Нарочский» получил 14 марта 1917 года.
Формированием полка занимался временно командующий Екатеринбургским 37-м пехотным полком Юлиан Юлианович Бучинский. 12 января 1917 г. — выделен с 6-й ротой из Екатеринбургского полка для сформировании 603-го полка (приказ по 5 армейскому корпусу № 8 от 9 января 1917 г.).
В состав новой 151-й пехотной дивизии входили следующие полки: 601-й Ландваровский, 602-й Лащовский, 603-й Нарочский, 604-й Вислинский полки. Все полки этой дивизии получили название в память мест, прославленных доблестью этого корпуса. В январе 1917 года дивизия занимала оборону от р. Липа до д. Мерва. В это время 5-й армейский корпус входил в состав Особой армии Западного фронта. 18 апреля 1917 года корпус вошел в состав 11-й армии Юго-Западного фронта.

## Боевые действия
24 марта — 4 мая — оборона участка у дер. Озерки;
28 марта — бой у д. Озерки;
18-24 мая — у д.д. Зборув — Выдумки;
21-23 июня — у д. Конюхи;
23 июня — атака укрепл. позиции у д.д. Годув — Конюхи;
24-28 июня — у д. Годув;
7 июля — у д. Цецоры;
8 июля — у д. Дамаморсичь (?);
10 июля — у д. Заставя;
12-13 июля — у д. Грабовец;
1- 26 августа — оборона участка д. Гольда — д. Куйданце;
11 августа — бой в районе деревни Антелювки;
16 — 29 сентября — у д. Ст. Скалат.

## Революционные события
Впоследствии Нарочский полк стал одним из самых революционных в составе 5 армейского корпуса. В резолюции 603-го пехотного Нарочского полка (151-я пехотная дивизия, Юго-Западный фронт) выражался протест против продолжения войны от 3 октября 1917 года:
«Постановлено значительным большинством голосов принять следующую резолюцию: Донести до сведения Временного правительства о том, что 603-й пех[отный] Нарочский полк от продолжения войны отказывается, ибо война ведется в пользу только буржуазии».
В Электронных описях РГВИА есть указание на фонд 15367, где хранится судебная документация 5- го армейского корпуса в отношении следующих солдат и офицеров 603-го Нарочского полка:
- Д.11. О солдате 603-го пехотного Нарочского полка Хрисанфе Аверьянове (10.10.1917-11.10.1917);

- Д.15. О неисполнении боевого приказа солдатами 1-й роты 603-го пехотного Нарочского полка (24.10.1917 — 20.12.1917);

- Д.32. О солдатах 603-го пехотного Нарочского полка Александре Черепанове, Зубове, Батюкове (25.09.1917 — 16.11.1917);

- Д.33. О солдатах 603-го пехотного Нарочского полка младшем унтер-офицере Осипе Игнатике и рядовом Андриане Тарасове, и Федоре Швец (25.09.1917 — 14.10.1917);

- Д.49. О младшем унтер-офицере 603-го пехотного Нарочского полка Гаврииле Гридневе (08.10.1917 — 17.11.1917);

- Д.50. О солдате 603-го пехотного Нарочского полка Василие Полевом (13.10.1917 — 05.01.1918);

- Д.63. О рядовом 603-го пехотного Нарочского полка Иване Пискареве (18.06.1917 — 16.11.1917);

- Д.71. О рядовом 603-го пехотного Нарочского полка Якове Файвилевиче (18.06.1917- 12.11.1917);

- Д.72. О солдате 603-го пехотного Нарочского полка Ермолае Цыбакове (10.10.1917- 12.11.1917);

- Д.73. О рядовом 603-го Нарочского полка Филиппе Шохине (10.10.1917 — 16.10.1917);

- Д.81. О рядовом 603-го пехотного Нарочского полка Михаиле Забавном (18.06.1917-08.10.1917);

- Д.84. О подпоручике 603-го пехотного Нарочского полка Кутове (21.08.1917 — 31.10.1917).

Расформирован полк в 1918 году.

## Архивные документы
В Российском государственном военно-историческом архиве (далее — РГВИА) сведения по 603-му полку есть в фонде 3088 (опись 1). Фонд неполон, отсутствуют документы 1918 года. Сохранились следующие дела:
- журналы боевых действий — дд. 3-7;

- телефонограммы — дд.8-12;

- приказы по строю — дд.13-22;

- приказы по хозчасти — дд. 23-24;

- переписка о производстве унтер-офицеров и солдат в следующие чины — д.25;

- разная переписка о формировании полка (янв.- -апр. 1917 г.) — д.26;

- ведомости о вооружении полка — д.27;

- награждение офицеров в 1917 г. — дд. 28-29;

- списки нижних чинов с указанием мест погребения 1917 г. — д.30;

- алфавиты солдат полка — дд. 31-35;

- телефонограммы по строю и н/ч — дд.36-37.

Приведем один из документов РГВИА в отношении поручика Георгия Константиновича Косичкина, уроженца г. Москвы:
«ПРЕДСТАВЛЕНИЕ на поручика 38 Тобольского полка, состоящего на службе в 603 пехотном Нарочском полку Георгия Косичкина. Орден Св. Анны 4 ст. с надписью „За храбрость“ 15 сент. 1916 г. Представлен в чин Штабс-капитана на основании приказа по В. В. 1915 г. № 563. Представление направлено Начальнику 151 пехотной дивизии 11 марта 1917 г. за № 810.».
Известно, что подпоручик 603-го пехотного полка Иван Тимофеевич Чумаков был убит в бою 23 июня 1917 года.